# Creator ineffabilis
"Creator ineffabilis" (em latim "O Creator Inefable") é uma oração composta pelo Doutor da Igreja do século XIII, São Tomás de Aquino. É também chamada de "Oração de São Tomás de Aquino antes do estudo" (em latim: Orátio S. Thomæ Aquinátis ante stúdium) porque São Tomás de Aquino "costumava recitar esta oração antes de começar seus estudos, escrever ou pregar." O Papa Pio XI publicou esta oração em sua carta encíclica de 1923 sobre São Tomás de Aquino, Studiórum Ducem. Agora uma das orações mais conhecidas atribuídas a Santo Tomás de Aquino.

## Texto da oração
| Original latino | Tradução portuguesa |
| --- | --- |
| Creátor ineffábilis, qui de thesáuris sapiéntiæ tuæ tres Angelórum hiearchías designásti et eas super cœlum empýreum miro órdine collocásti, atque univérsi partes elegante distribuísti clarititate, dúplices, in quibus natus sum, a me rémovens ténebras, peccátum scílicet et ignorántiam. Tu, qui linguas infántium facis disértas, linguam meam erúdias atque in lábiis meis grátiam tuæ benedictiónis infúndas. Da mihi intelligéndi acúmen, retinéndi capacitátem, addiscéndi modum et facilátem, interpretándi subtilitátem, loquéndi grátiam copiósam. Ingréssum ínstruas, progréssum dírigas, egréssum cómpleas. Tu, qui es verus Deus et Homo, qui vivis et regnas in sǽcula sæculórum. Amen. | Criador Inefável, Aquele, que dos tesouros de Sua sabedoria, formou os nove coros de Anjos, e os colocou no alto, acima dos céus em uma ordem maravilhosa, e primorosamente moldou e uniu todas as partes do universo; Tu, que és a verdadeira fonte e um princípio de luz e sabedoria, Condescende-te a derramar o brilho de Tua luz sobre as trevas de meu entendimento, e assim dispersar a dupla escuridão do pecado e da ignorância em que nasci. Ó Tu, que tornas eloqüentes as línguas dos bebês, instrui minha língua e derrama em meus lábios a graça de tua bênção. Conceda-me perspicácia para compreender o que leio, poder para retê-lo, sutileza para discernir seu verdadeiro significado e clareza e facilidade para expressá-lo. Ordena o meu início, dirige e promove o meu progresso, completa e abençoa o meu fim; Tu que és o verdadeiro Deus e o verdadeiro Homem, que vive e reina o mundo sem fim. Amém. |

## ligações externas
- Cenário de canto gregoriano do creátor Ineffábilis [ligação inativa]